# الدوري الشمالي الممتاز 1971–72
الدوري الشمالي الممتاز 1971–72 هو موسم من دوري الشمال الممتاز ‏. فاز فيه ستافورد رينجرز.